# Volvo F88
Volvo F88/F89 är en serie lastbilar, tillverkade av den svenska lastbilstillverkaren Volvo mellan 1965 och 1977.

## Volvo F88
Volvo introducerade den frambyggda F88 1965. Bilen var den första delen i företagets exportsatsning ”System 8”, grunden för den lastbils-jätte som AB Volvo är idag. Hytten hämtades från företrädaren Titan Tiptop, som presenterats 1964, men resten av bilen var nykonstruerad, med ny motor, ny åttaväxlad växellåda och kraftigare chassi och hjulupphängningar.

## Volvo F89
1970 tillkom den större F89 med tolvlitersmotor. Bil och motor konstruerades efter en västtysk förordning som satte en nedre gräns för antalet hästkrafter per tågvikt. För att kunna fortsätta sälja lastbilar i tyngsta klassen fick Volvo ta fram en ny, kraftigare motor. TD120-motorn var så hög att den måste monteras lutande i chassit för att få plats under hytten. F89:an blev den första Volvo-lastbil som bara såldes med turbomotor.

## Motorer
| Modell | Årsmodell | Motor                     | Cylindervolym | Effekt         | Bränslesystem |
| ------ | --------- | ------------------------- | ------------- | -------------- | ------------- |
| F88    | 1965-77   | D100: 6-cyl radmotor ohv  | 9602 cm³      | 165-200 hk     | Dieselmotor   |
| F88    | 1965-77   | TD100: 6-cyl radmotor ohv | 9602 cm³      | 260-312 hk DIN | Turbodiesel   |
| F89    | 1970-77   | TD120: 6-cyl radmotor ohv | 11979 cm³     | 330 hk         | Turbodiesel   |